# 何家庄乡
何家庄乡，是中华人民共和国河北省衡水市桃城区下辖的一个乡镇级行政单位。

## 行政区划
何家庄乡下辖以下地区：
何家庄村、北滏阳村、东滏阳村、西滏阳村、宋家村、赵家庄村、马家村、大庙村、疙瘩头村、青杨树村、前里马村、李里马村、张里马村、刘里马村、郑里马村、王里马村、白庙村、南漳桥村、前马庄村、后马庄村、东康庄村、西康庄村、八里庄村、仲代村、乔家村、周家村、侯家林村、卢家村、夏家村、陈家村和孙三村。